# Marzano
Marzano (lombardul: Marsän) település Olaszországban, Lombardia régióban, Pavia megyében. Lakosainak száma 1665 fő (2023. január 1.). Marzano Valera Fratta, Ceranova, Lardirago, Roncaro, Torre d’Arese, Torrevecchia Pia, Vidigulfo és Vistarino községekkel határos.

## Népesség
A település lakossága az elmúlt években az alábbi módon változott:
| Lakosok száma | 1719 | 1675 | 1665 |
|               | 2017 | 2018 | 2023 |